# دم فاسد: أسرار وأكاذيب شركة ناشئة في وادي السيليكون
« دم فاسد: أسرار وأكاذيب شركة ناشئة في وادي السيليكون » (بالإنجليزية: Bad Blood: Secrets and Lies in a Silicon Valley Startup)‏ هو كتاب لاخيالي بقلم الصحافي جون كاريرو، والذي اصدر في 21 مايو 2018. ويغطي الكتاب صعود وهبوط شركة ثيرانوس للتكنولوجيا الحيوية والناشئة بمليارات الدولارات برئاسة إليزابيث هولمز. تلقى الكتاب اشادة من النقاد وفاز بجائزة فاينانشيال تايمز ومكنزي لكتاب الأعمال للعام 2018.
في 2018، بدأ إنتاج فيلم مقتبس عن الكتاب، وسوف يكون الفيلم من بطولة جينيفر لورنس، ومن تأليف فانسيا تايلور، ومن إخراج آدم مكاي.

## تطوير
في أواخر 2015، بدأ الصحافي جون كاريرو سلسلة من المقالات الاستقصائية، والتي نُشرت في صحيفة ذا وول ستريت جورنال، عن شركة ثيرانوس الناشئة للاختبار الدم، والتي أسستها إليزابيث هولمز. وهذه المقالات شككت في ادعاء الشركة بأنها قادرة على إجراء مجموعة واسعة من الاختبارات المعملية من عينة صغيرة من الدم المأخوذة من وخز الإصبع. وفي مايو 2018، تم نشر كتاب تحت عنوان « Bad Blood: Secrets and Lies in a Silicon Valley Startup » من شركة ألفريد أ. كنوف للنشر.
في يلويو 2020، تم إصدار ترجمة عربية للكتاب تحت عنوان «دم فاسد: أسرار وأكاذيب شركة ناشئة في وادي السيليكون»، من نشر دار مدارك للنشر تحت ماركهم «مزون» للكتب المترجمة، والترجمة من تأليف أحمد م. أحمد. ودار مدارك للنشر يعتبر الكتاب من أهم الأعمال في السنوات الأخيرة.

## طبعات
- جون كاريرو (21 مايو 2018). Bad Blood: Secrets and Lies in a Silicon Valley Startup. بنغون رندم هاوس. ISBN:9781524731656. مؤرشف من الأصل في 2020-08-23.